# Панонско море
Панонско море е древен воден басейн съществувал през миоцен и плиоцен на мястото на днешната Панонска низина.
Преди 24 – 20 милиона години настъпват издигания на земната кора, следствие от които се образуват младонагънатите планински вериги на Алпите, Динарите и Карпатите. Преди това, от около 66 милиона години океан е покривал голяма част от територията на днешна Европа и Средиземно море. Тектоничните надигания и движението на земни маси образуват вътрешния воден басейн в Панонската низина. Морето е било част от по-голямо море наречено Паратетис. Съществувало е около 8 до 11 млн. години. Връзката му с днешните части на Средиземно море се е осъществявала на запад към Бавария, на изток се е свързвало с древното Влахо-понтийско море, а на юг през съвременната долина на Прешево с днешно Егейско море.
В района на съществувалия воден басейн са открити останки от риби, вкл. акули и водни бозайници като китове и морски крави.
Днес територията на морето е заета от Панонската низина, водите от която се оттичат в Дунав към Черно море. В южната част на морето е имало няколко островни групи, остатъци от които днес са Фрушка гора и планината Вършац във Войводина.